# Wolfhalden
Wolfhalden (toponimo tedesco) è un comune svizzero di 1 838 abitanti del Canton Appenzello Esterno.

## Storia
Il comune di Wolfhalden è stato istituito nel 1658 con la divisione del comune soppresso di Kurzenberg nei nuovi comuni di Heiden, Lutzenberg e Wolfhalden.

## Monumenti e luoghi d'interesse
- Chiesa riformata, eretta nel 1651[1].
- Alte Mühle ("Vecchio mulino"), eretto nel 1789 e bene culturale di importanza nazionale.

## Società

### Evoluzione demografica
L'evoluzione demografica è riportata nella seguente tabella:
Abitanti censiti

## Amministrazione
Ogni famiglia originaria del luogo fa parte del cosiddetto comune patriziale e ha la responsabilità della manutenzione di ogni bene ricadente all'interno dei confini del comune.